# دايفيد ريد
دايفيد ريد (بالإنجليزية: David Reed)‏ (و. 1987  م) هو كاتب سيناريو، ولاعب كرة قدم أمريكية، من الولايات المتحدة، ولد في دوبوك، يلعب كمستقبل واسع ‏.

## التعليم
تعلم في New London High School (Connecticut) ‏.

## روابط خارجية
- دايفيد ريد على موقع مرجع كرة القدم المحترفة.كوم (الإنجليزية)